# Palazzo di Emanuele Filiberto Di Negro

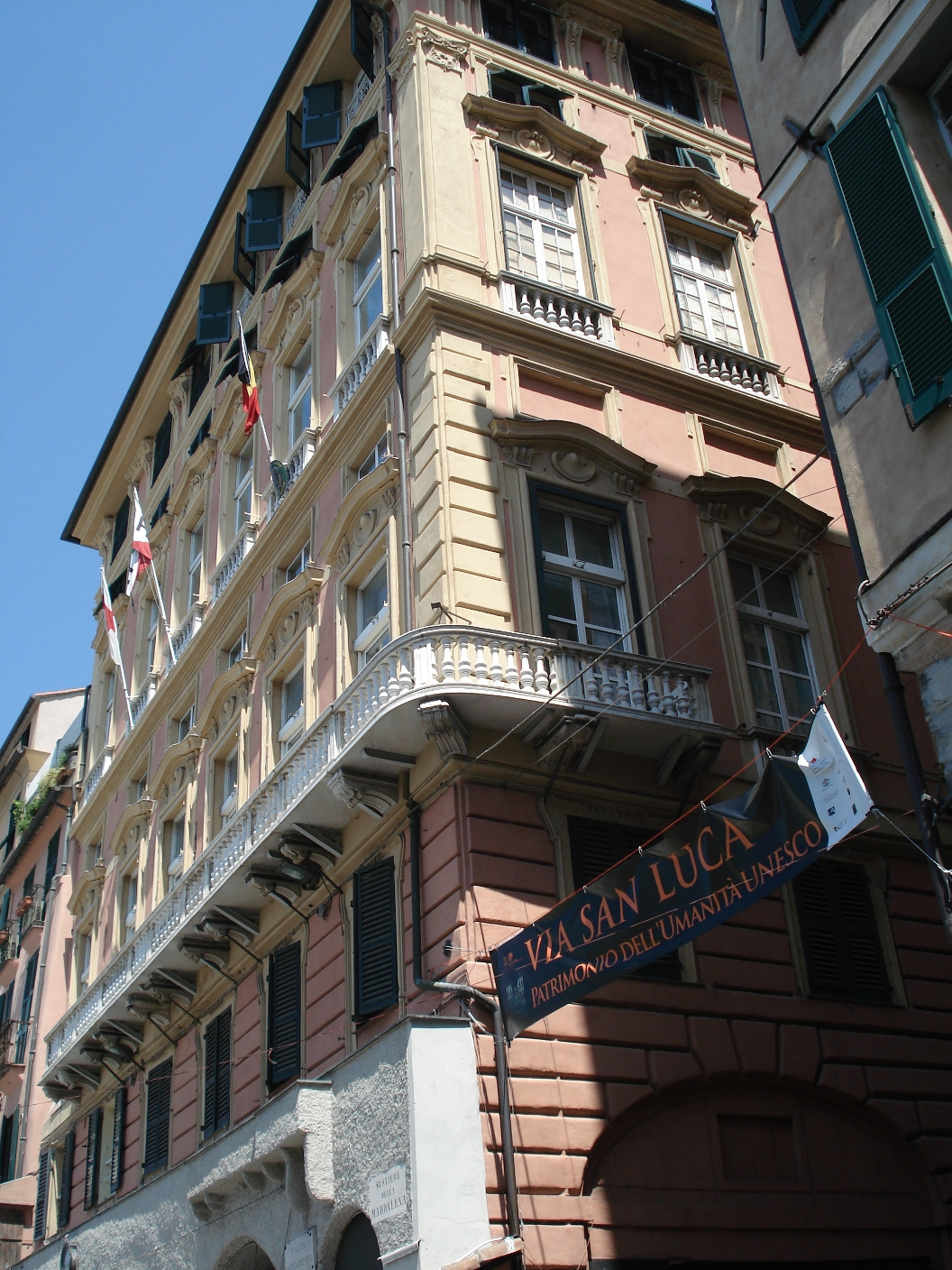

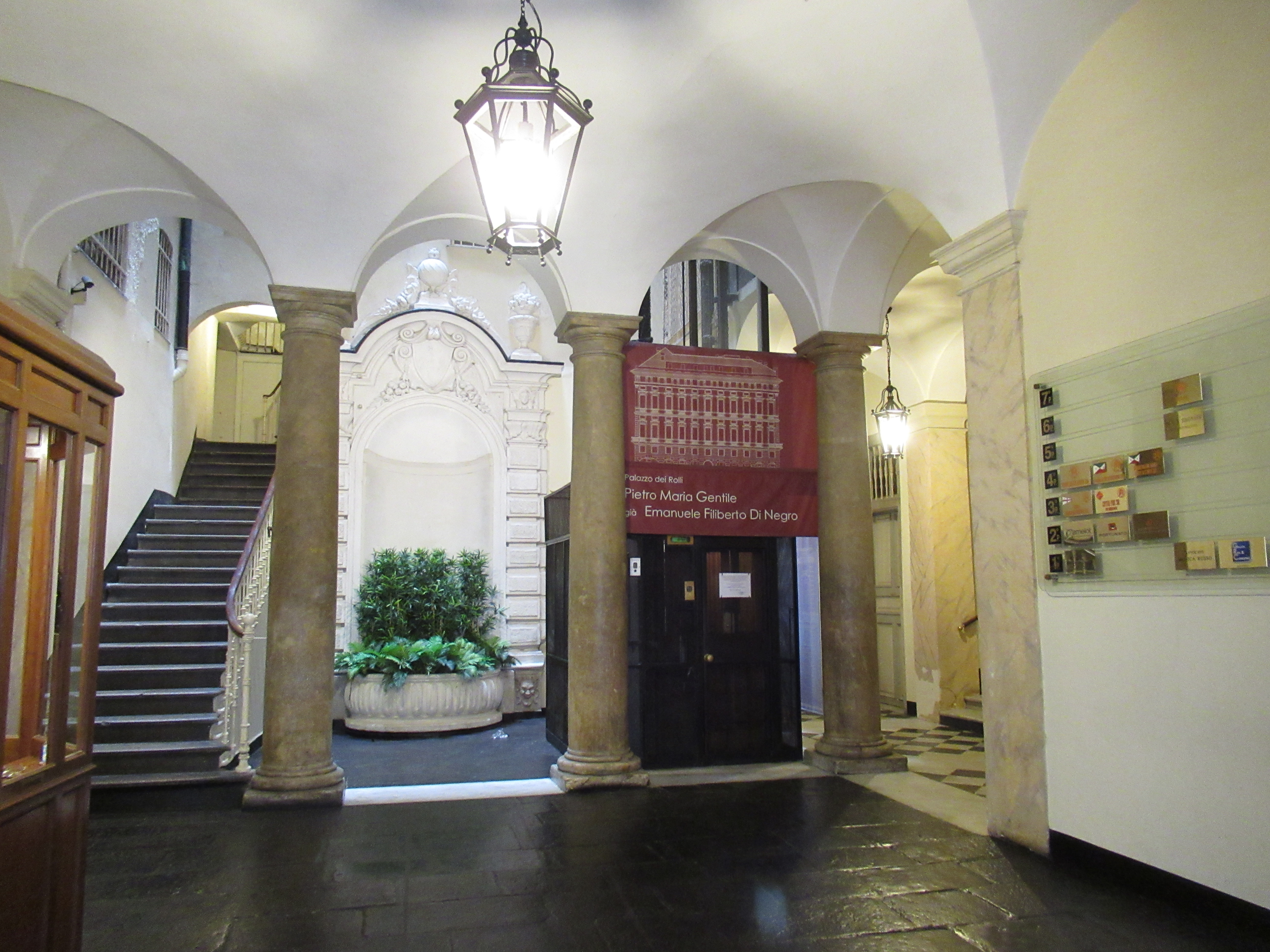
Eingangsbereich

Der Palazzo di Emanuele Filiberto Di Negro (auch: Palazzo Pietro Maria Gentile) ist ein Stadtpalast in Genua, der Teil des Welterbes der UNESCO „Genoa: Le Strade Nuove and the system of the Palazzi dei Rolli“ (deutsch: Genua: Le Strade Nuove und die Palazzi dei Rolli) ist. Das Gebäude liegt an der Via al Ponte Reale 2.

## Geografische Lage
Der Palazzo liegt an der Ecke der Via Ponte Reale und der Piazza Caricamente, in der vorletzten Reihe der Bebauung vor dem Meeresufer, einem schon in Antike und Mittelalter bebauten Areal in der Nähe des Hafens.

## Geschichte
Bauherr war Emanuele Filiberto Di Negro. Im 16. Jahrhundert ließ er mittelalterliche Gebäude im Besitz der Familie abreißen, unter anderem einen Wohnturm der Familie und die Grundstücke zusammenlegen. Die Familie hatte in der Nachbarschaft umfangreich Grundeigentum.
Als einer der Palazzi dei Rolli war er in den Rolli von 1576 bis 1664 eingetragen. Nach deren Klassifizierung, den „bussoli“, zählte er zunächst zur Klasse zwei, nur 1664 zur Klasse drei (zu den Einzelheiten dieser Eintragungen vergleiche hier).
Das ursprüngliche Gebäude musste zum Teil einer Erweiterung der Via Ponte Reale 1594 weichen. Den Rest des Gebäudes verkaufte die Familie Di Negro an die Familie Gentile. Pietro Maria Gentile I. errichtete auf dieser Grundlage nach 1614 einen größeren Palazzo und sammelte hier in großem Umfang Gemälde, darunter Werke von Guido Reni, Tizian und Peter Paul Rubens. Wahrscheinlich erst im 18. Jahrhundert erhielt der Palazzo eine angemessene Ausstattung mit Fresken sowohl an der Fassade als auch in den Innenräumen. Diese sind nicht erhalten.
Im 19. Jahrhundert war zunächst Pietro Maria Gentile II. Eigentümer des Palazzo. Später im 19. Jahrhundert wurde das Gebäude in das „Hotel Feder“ umgewandelt. Aus dieser Zeit stammt auch die Fassadengestaltung. Das Hotel nutzte den freien Blick aus den Zimmern über den Hafen. Hier übernachteten Theodor Mommsen oder Herman Melville. Heute beherbergt das Gebäude Unternehmen, Büros und Privatwohnungen.